# Марија Тереза Хохберг
Марија Тереза Оливија Хохберг од Пшчине (рођ. Корнвалис-Вест; 28. јун 1873—29. јун 1943), познатија као Дејзи од Плеса, била је знаменити филантроп и пацифиста Едвардијанске епохе у британској историји, ауторка значајних мемоара и чланица једне од најбогатијих европских племићких породица. Дејзи и њен супруг, Ханс Хајнрих XV поседовали су велика имања и руднике угља по читавој Шлезији (садашња Пољска), што је породици Хохберг доносило огромно богатство. Њен екстравагантан начин живота, испреплетан катастрофалним животним догађајима и породичним скандалима био је непресушна тема међународне штампе.

## Порекло
Марија Тереза Оливија потиче из сиромашне енглеске аристократске породице Корнвалис-Вест. Међу њеним прецима се помиње и Томас Вест де ла Вар, из породице Вест, гувернер америчке колоније у Вирџинији у периоду 1610-1611, чије име потиче од имена државе Делавер. Њен предак Роџер Де Вар, скинуо је круну са главе пораженог краља Француске Филипа VI током битке код Кресија 1346, а 1356. после битке код Поатјеа је предао заробљеног француског краља Жана II Доброг у руке принца Едварда од Велса, познатог по надимку „Црни Принц” са речима: „Ово је најлепши дан у мом животу”! " Од тада је изрека Jour de ma vie! постала хералдички поклич повезаних породица Де ла Вар и Вест.
На захтев Дејзиног будућег супруга, њена породица је приказала породично стабло које сеже унатраг све до енглеског краља Хенрија III Плантагенета. Марија Тереза Оливија је била најстарија ћерка пуковника Вилијама Корнвалис-Веста (20.03.1835—4.07.1917), власника замка Рутин у Денбигширу и имања Њуландс у Хемпширу, и његове супруге Мери Аделејд Фицпатрик (1854—21.07.1920), зване Петси, широко познате по својој лепоти.
Пуковник и његова супруга су, осим Дејзи, такође имали сина Џорџа Фредерика, званог Бази (14.11.1874—01.04.1951) и другу ћерку, Констанцију Едвину, звану Биди(15.02.1878—21.01.1970). Будућа принцеза је блиско повезана да двором краља Едварда VII и Џорџа V, једним од највећих аристократских породица у Великој Британији. 
Њен брат Џорџ, након венчавања са Жанет Жероум, званом Џени - удовицом Рандолфа Черчила (13.02.1849—24.01.1895), постао је очух Винстона Черчила, а њихова сестра Констанција се удала за Хјуа Гросвенора, другог војводу од Вестминстера (19.03.1879 - 19.07.1963). Дејзи је сматрана за најлепшу жену едвардијанског периода.

## Детињство и младост
Дејзи је провела своје детињство у замку Рутин у северном Велсу, у долини Клајд у Денбигширу. По тадашњим обичајима, деца су сматрана повременом атракцијом за госте. Свакодневно су време проводили углавном са неговатељицама. Једна од њих, садистичка госпођа Хејг, довела је децу, нарочито Џорџа, до неурозе и депресије.
Када је Дејзи напунила три године, њен отац је услед финансијских потешкоћа био принуђен да изда у закуп породични замак Рутин, те су се преселили у Лондон и тамо провели наредних шест година. Деца су мрзела дом у Лондону и радосно су прихватили повратак у Рутин, а затим су прешли на имање Њуландс које су наследили 1887. године од породице Вест. У баштама Њуландса, Дејзи је писала поезију и покушала да састави роман под називом „Дон Жуан де Бастељано”. Са петнаест година, у замку Рутин је упознала своју прву љубав, Џорџа Купера. Он није био имућан, и мајка јој је забранила да га виђа, али ово осећање је оставило вечан траг у њеном животу.
Попут већине аристократских девојака, будућа војвоткиња није имала никакво значајно образовање и чак је неправилно писала на енглеском језику. Волела је да пева, а њен први учитељ певања је био Сер Паоло Тости, италијански композитор, и магистар певања на Краљевском двору у Лондону. Маштала је да постане Примадона. Када је имала шеснаест година, са родитељима је путовала у Фиренцу, Италија. Тамо је одлучено да њен глас процени директор Фирентинске опере Луиђи Ванукини. Дејзи је до тада имала основна знања о певању и Ванукини јој је понудио бесплатно образовање, уз обавезу учења италијанског и француског и наставка каријере певачице. Међутим, Дејзи је покушала да уштеди новац за часове певања, те је пила воду са чесме уместо флаширане и добила тифус. Одмах након дијагнозе је пребачена у Лондон. Поново се упустила у професионално певање у Паризу, где јој је учитељ био познати пољски тенор, Јан Решке (1850-1925), који је наступао у Краљевској опери у Лондону у периоду од 1888. до 1900. године.

## Венчање
Дана 8. децембра 1891, Дејзи је ступила у брак са војводом од Пшчине (von Pless), Хансом Хајнрихом XV из династије Хохберг, једним од најбогатијих немачких аристократа, тадашњим секретаром немачке амбасаде у Лондону.Њих двоје су се упознали пар месеци раније. Током веридбе која се у виду бала под маскама одвијала у „Холандској кући” у Лондону, видела је своју мајку како се одлучно труди око свега. Годинама касније, Дејзи је записала: „Очито нисам схватала да су ме тада купили”. Церемонија венчања одржала се у лондонској цркви св. Маргарете уз благослов краљице Викторије, а сведок је био будући краљ Едвард VII, тадашњи принц од Велса. Млади брачни пар је свој медени месец провео у Паризу, који је Ханс познавао од своје службе у Француској и Египту. У очима династије Хохберг и немачке аристократије, Дејзи није била најбољи избор због лоше економске ситуације њене породице. Пре Првог светског рата, династија фон Плес је имала велико богатство које им је омогућавало луксузан живот. Они су били власници бројних рудника, челичана, цементара, циглана, млинова, продавница, хотела у бањама, као и два замка у Пшчини (Плес) и Ксиажу (Фирстенштајн) у Доњој и Горњој Шлезији, и вила на Ривијери и у Берлину, бројних шума и њива.
Након венчања, Ханс је напустио дипломатију, знајући да немачки министар спољних послова забрањује младим дипломатама да се жене. На почетку, брак је деловао складно, али касније у својим мемоарима Дејзи се жали на свог супруга и његову удаљеност, недостатак нежности, превару, дуге периоде раздвојености без комуникације, и да жали што јој у животу недостаје велика љубав, иако га често назива „најбољим мужем”. Такође је разочарана у Ханса јер не показује никакве политичке амбиције.

## Живот у замку Ксиаж
Одмах после свадбе, млада војвоткиња се уселила у замак Ксиаж, који је волела више од Пшчине, где је била резиденција њеног таста. Иако је првобитно била одушевљена улогом војвоткиње, убрзо јој је постало мучно стално присуство послуге. Батлери су чували чак и пут до тоалета. Није могла да се носи са раскоши у каквој су чланови породице Хохберг одрастали, али највише јој је недостајала топлина породице. У својим мемоарима је писала како се осећала нарочито око Божића:
Овде Божић не прослављају као моја породица у Енглеској. Имају дивне немачке божићне песме, али нема малих изненађења упакованих у сјајни папир, логорска ватра, као ни колачи са јабукама, грожђицама, наранџином кором и бадемом, а чак ни пудинг од шљива.— Дејзи Хохберг фон Плес, 
Наредних година, принцеза Дејзи је добијала празничне пакете из Енглеске и након званичног божићног пријема у Пшчини, правила је личну прославу заједно са својом енглеском служавком и енглеским батлером свога супруга. Бринула је о околини и од самог почетка је била згрожена атмосфером, хигијенским условима и чврстим дворским правилима која су у то време поштована у Немачкој. Покушавала је да унесе неке енглеске обичаје на двор, али није увек смела да крши правила.
Током своје владавине у Ксиажу, Дејзи је често посећивала Вроцлав. Била је очарана градом, његовом величином и грађевинама. Посветила је много пажње ловачкој палати у Промницама код Пшчине. У близини Ксиажа, изграђена је 1907. године њена омиљена вила „Ma Fantaisie”, коју је она лично дизајнирала. У покушају да улепша изглед замка Ксиаж, довела је и баштована из Њуландса да уреди башту у енглеском стилу.
Дејзина велика жеља била је да учини Ксиаж местом за окупљање племићких и утицајних породица из целе Европе. У томе је и успела, нарочито са енглеским и немачким аристократама, затим представницима немачке, британске, португалске, грчке, румунске и бугарске елите, индијским махараџом Куч-Бехар, као и члановима династија Хабзбург, Хоенцолерн и Романов, који су посетили двор. Међу гостима нашли су се и пољски великодостојници, Потоцки из Лањцута, Ланцкороњски и Глуховски. Дејзи је волела Пољаке и радо их је посећивала. Ово је било доба просперитета замка Ксиаж, великог луксуза, ловачких излета и раскошних забава. Брачни пар Хохберг је радо путовао по Европи, а редовно су одлазили у Енглеску. Имали су навику да лове у Лестерширу, централна Енглеска, а Дејзи је тамо научила и да јаше коње.
Године 1897, Дејзи и Ханс су путовали у Ирску. Том приликом су одседали у ловачкој палати престолонаследника Ирске (Џорџа Кадогана). Често су јесеи проводили на југу Француске, као и код својих пријатеља у Чешкој, Аустрији и широм света. Дејзи је два пута била у Египту, Судану и Индији. Јула 1901, брачни пар Хохберг је на парном броду „Маргарета” путовао до Русије. Тада су посетили Санкт Петербург и Москву. У августу исте године, Дејзи је са својим родитељима, сестром Биди и зетом Хјуом отпутовала је у Шкотску, где су боравили на обали језера Лох Мор, у округу Садерленд. Почетком октобра ишла је на пут до ловачке палате Волфсгартен близу Дармштата, Хесен, где је упознала Великог војводу од Хесена, Ернеста Лудвига и његову супругу, принцезу Викторију Мелиту Кобург. По напуштању Волфгартена, Дејзи је наставила ка Етону, Енглеска, ради коњске трке, а крајем октобра је стигла у дворану Келе у Стафордширу, централна Енглеска, где је упознала Михаила Романова и Софију Меренберг. У децембру 1901, војвоткиња је приредила забаву у Пшчини, где је најважнији гост био цар Вилхелм . Он је убио бизона једним метком, који је препариран и постављен у хол царског двора у Познању. У марту 1903, Дејзи је поново отпутовала у родни Њулендс.
У жељи да се њихово дете роди у Енглеској, Ханс и Дејзи су јануара 1905. отпутовали у Лондон и изнајмили стан у улици Брутон. Све до порођаја који се десио 1. фебруара, Дејзи је активно учествовала у друштвеном животу Лондона. Често је одлазила у позориште и немачку амбасаду. Син је добио име Александар Џорџ Конрад Ернест Максимилијан, а звали су га Лексел, а његово крштење обављено је у краљевској капели у склопу палате светог Јакова у Лондону.
Током 1913. године, кренула је са својим братом Џорџом на далек пут по Јужној Америци, где је посетила Бразил и Аргентину. Њена велика жеља је била да посети САД,

## Материнство
Материнство је војвоткињи задавало много болних тренутака. Дана 25. фебруара 1893, током посете Енглеској, дошла је на свет прворођена ћерка фон Плесових. Нажалост, преминула је 11. марта и није била крштена, нити јој је дато име. Безимена ћерка је почивала у маузолеју Хохбергових у Ксиажу све до маја 1945. године. На следеће дете су чекали годинама, Дејзи је одлазила код гинеколога у Енглеској и Немачкој. Затим је 2. фебруара 1900. у Берлину рођен Ханс Хајнрих, седамнаести Војвода од Пшчине, познат по надимку Хансел (умро 26.01.1984). Пошто су његовом крштењу присуствовали немачки цар Вилхелм II Хоенцолен и Едвард VII, дете је добило име Вилхелм Алберт Едвард.
Дана 1. фебруара 1905. родио се Александар Фридрих Вилхелм, звани Лексел (умро 22.02.1984). Њихов трећи син Болко Конрад Фридрих родио се 23. септембра 1910. на клиници Грос-Лихтерфелд у близини Берлина, а порођај је био доста тежак, јер је дете диагностикована срчана мана и мале шансе да ће преживети. Болко је ипак преживео, али је мајци након порођаја дијагностикована конгестија и угрушци опасни по живот, од чега се никада није опоравила и све више патила од проблема у ногама. Ово је могло бити узрок мултипле склерозе.
Хансел је одгајан као наследник престола. Поред немачког и енглеског, учио је и француски и пољски језик. Његови кумови су били цар Вилхелм II и краљ Едвард VII. Дејзи је хтела да га одгаја у енглеском духу, а не у пруском. Лексел је био неприкосновени Енглез, будући да је рођен у Лондону, а кум му је био краљ Џорџ V, али је крајем тридесетих година 20. века постао је срчани Пољак. Дејзи није често излазила напоље са својом децом, али се трудила да они имају детињство какво је она сама имала у Њулендсу. Сви њени синови су могли да се играју у замку са децом послуге.
Дана 4. 12. 1924. године, Хансел се оженио удовицом баварског аристократе, Маријом Катарином фон Беркхајм (1896—1994), ћерком грофа Клемента Шунборн-Визентајда, познатом као Сиси. Брак је био без потомака, а развели су се 1952. године. Хансел се 1958. године у Лондону поново оженио Маријом Елизабетом Минхин, са којом се развео 1971. Ни у овом браку није имао деце. Током Другог светског рата, након првенствене мобилизације због својег немачког порекла, принц се накнадно придружио британској војсци. После рата, живео је скромно у Енглеској као Хенри Плес.
Када је одрастао, Александар је добио пољско држављанство, и 1936. се преселио у Пољску, коју је напустио 1939, заједно са својом снајом Клотилдом и њеном децом. Борио се у Пољским оружаним снагама на западу, под именом Пшчински. Имао је ранг потпоручника. Једно време је био лична гарда генерала Владислава Сикорског, а затим је постао преводилац током војне мисије на Блиском истоку, када је други пољски корпус учествовао у борби за Монте Касино. Никада се није женио, јер је био хомосексуалац. Његова мајка Дејзи је имала намеру да га ожени за Илеану, ћерку своје пријатељице Марије Кобург, краљице Румуније, али је веридба отказана услед скандала (суђење због хомосексуализма у Валбжиху и Свидњици) из Лекселове младости.
Најмлађи син Ханса и Дејзи, Болко Конрад, био је болестан и провео је већину свог живота у замку Ксиаж. Када су му се родитељи развели, Ханс се 25. јануара 1925. поново оженио шпанкињом по имену Клотилда Силва Гонзалес де Кандамо (19.07.1898-12.12.1978). Овај брак је завршио услед великог скандала када се открило да су Клотилда и Болко у тајној вези. Повређени принц Ханс је првобитно плаћао њихове рачуне и ћутао о томе. Затим се 1934. развео од Клотилде и присилио свог сина да се ожени њом. Беатрис (рођена 1929) и Конрад (мртворођен 1930) сматрају се Хансовом децом, а Хедвига (рођена 1934) и садашњи принц Болко VI Хохберг фон Плес (рођен 1936) рођени су након Болковог и Клотилдиног венчања. Током 1936. године, Болка је ухапсио гестапо у Гливици, наводно због неплаћених рачуна. Нису га мучили у затвору, али нису му обезбеђени лекови, што је веровано довело до његове смрти. Према неким изворима, био је озбиљно болестан пре хапшења. Преминуо је два месеца након изласка из затвора 22. јуна, у Пшчинској палати. Да би платила кауцију за његово пуштање, Дејзи је припремила своју легендарну бисерну огрлицу на процену, а Ханс је интервенисао код Јоакима фон Рибентропа.
Још док је Дејзи била жива, њени синови су се свађали из идеолошких и финансијских разлога. Ханс Хајнрих XV је подржао млађег сина и одрекао се наследства. Лексел и Хансел су одржавали само спорадичан контакт током живота.

## Добротворне и друштвене реформе
Проблеми на личном плану нису имали негативан утицај на Дејзине бројне добротворне и друштвене активности по Доњој Шлезији и Пшчини. Није се либила да користи богатство свог супруга како би помогла сиромашнима. Наставила је рад свога свекра, Ханса Хајнриха XI (10.09.1833-14.08.1907), који је створио модерне друштвене услове за своје раднике, као што су: бесплатни станови, њиве, школе, вртићи, болнице, продавнице, као и здравствено и пензијско осигурање. Првобитно, Дејзи је организовала добротворне концерте, на којима је лично певала, што је изазвало чуђење немачке аристократије. Током једног таквог концерта, сакупила је 1367 марака. Највећу своту новца, 5200 марака, ипак је сакупила у Берлину 1909. године. Дејзи је такође наступала у добротворним позоришним представама и организовала божићне забаве у Ксиажу и Пшчини за неколико хиљада сиромашних грађана. Током времена, проширила је своје деловање, а након смрти свог свекра је преузела вођење сиротишта за децу радника, клинике за запослене мајке и школе за сиромашне девојчице у Валбжиху. Захваљујући њој, у данашњој општини Подгорже је постојао центар са школом за 162 деце са сметњама у развоју, у којој нису учили само читање, писање и математику, већ и занате попут плетења корпи и декорисања порцелана, захваљујући чему су имали прилику да самостално зарађују за живот. Како би прикупила новчана средства за изградњу школе, Дејзи је имала намеру да изда плочу са својим концертима, али је одустала од те идеје.